# Kolín I
Kolín I je nejstarší část města Kolína v okrese Kolín. Leží na levém břehu Labe. Prochází zde silnice I/38. V roce 2011 zde bylo evidováno 148 adres. Trvale zde žije 865 obyvatel.
Kolín I leží v katastrálním území Kolín o výměře 23,47 km2.